# 德塞利尼陨石坑
德塞利尼陨石坑（Deseilligny）是月球正面位于澄海南部的一座年轻小撞击坑，约形成于32-11亿年前的爱拉托逊纪，其名称取自法国月面学家儒勒·阿尔弗雷德·皮埃罗·德塞利尼（Jules Alfred Pierrot Deseilligny，1868年-1918年），1935年被国际天文学联合会批准接受。

## 描述

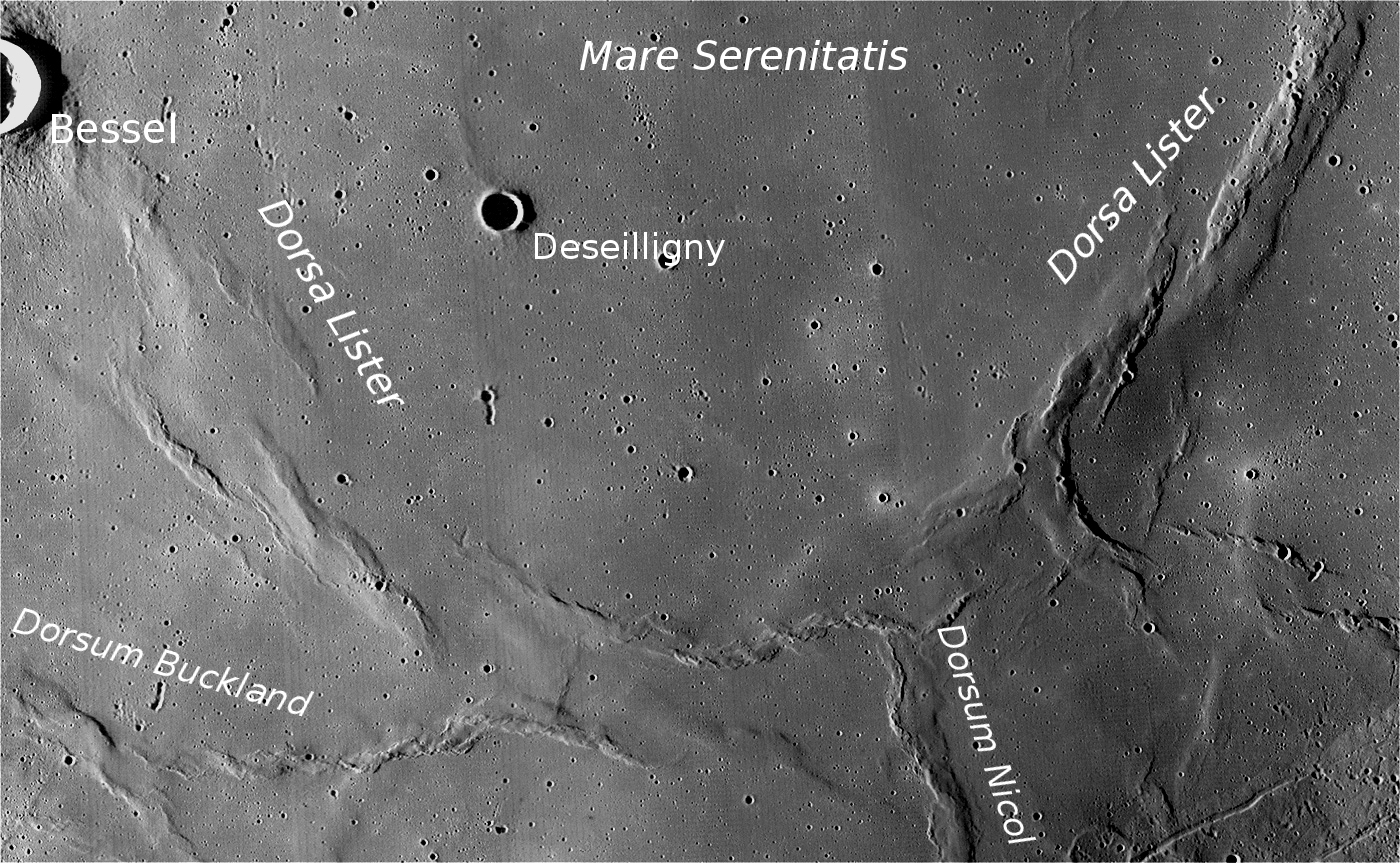
德塞利尼陨石坑的周边，月球勘测轨道飞行器拍摄。

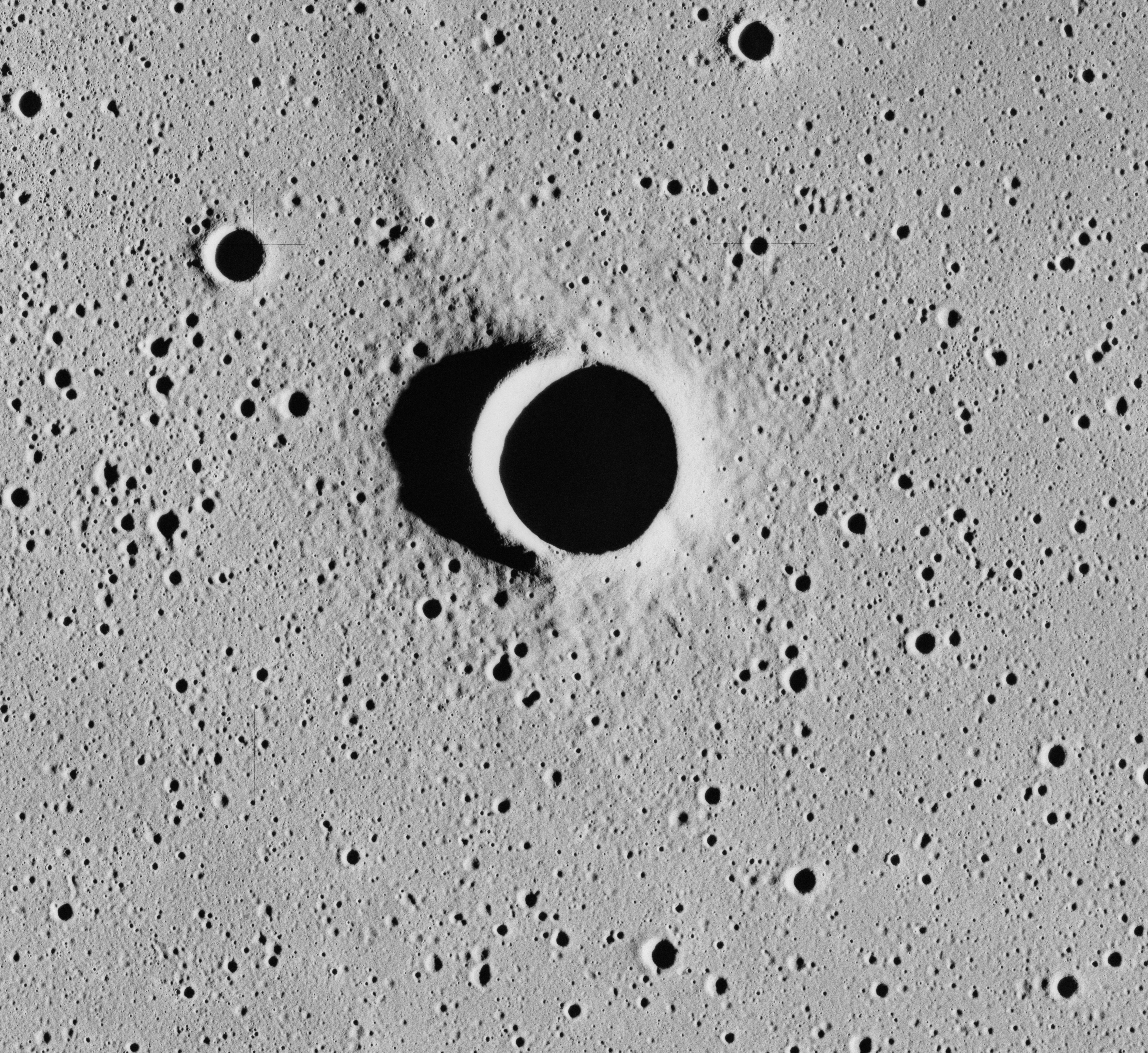
阿波罗17号在日落时拍摄的图像

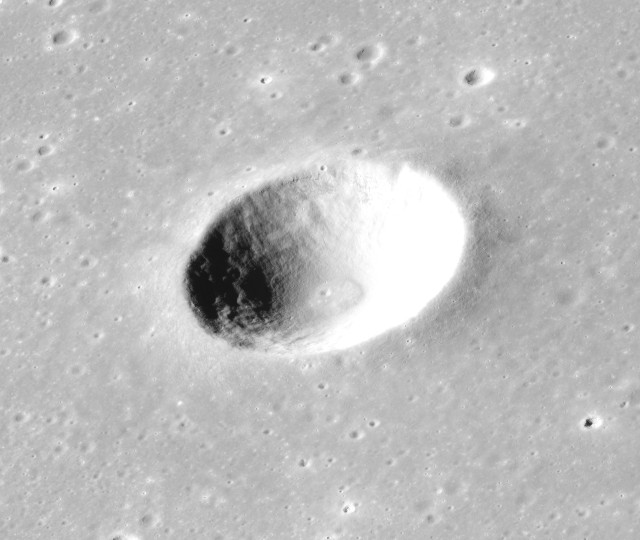
阿波罗15号拍摄的斜视图

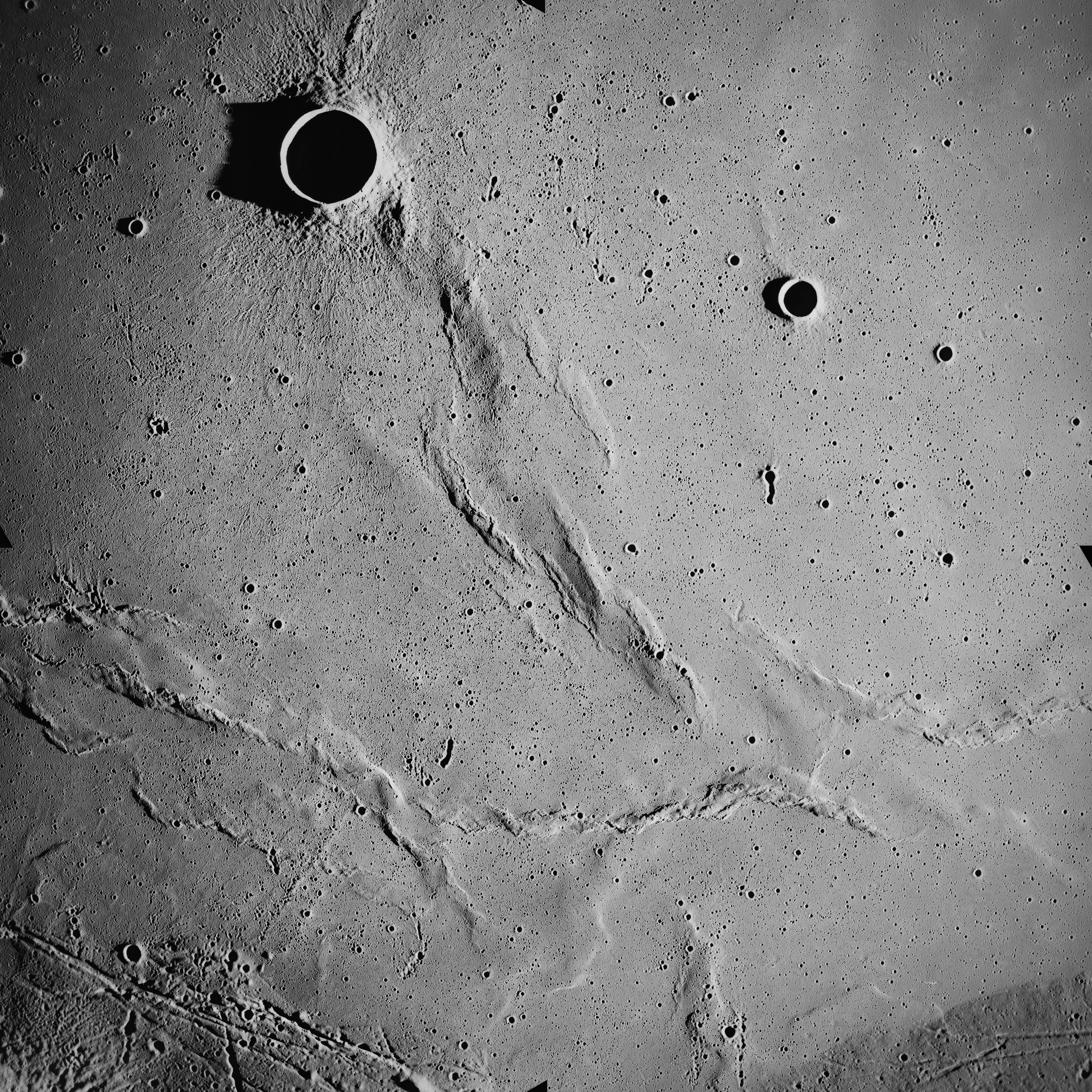
贝塞尔陨石坑（左上）和德塞利尼陨石坑（右上），利斯特山脊位于中间，阿波罗17号拍摄。

该陨坑西北偏西靠近贝塞尔陨石坑、北面是几乎完全被熔岩填平的芬施陨石坑，略小的博雷尔陨石坑和已淹没的布拉开陨石坑分别位于它的东北偏冻和东南、西南偏南和西南偏西则毗邻塔凯陨石坑和博比利尔陨石坑。德塞利尼陨石坑的周边布满各种有趣的月表地貌，南面环绕着弯曲的利斯特山脊、在它后面的西南方绵延着蜿蜒的巴克兰山脊，而斯米尔诺夫山脊和尼科尔山脊则分别延伸在它的东北和东南，以上这些皱岭都被非正式地统称为蛇形岭。此外，在陨坑的西南偏西方横亘了海玛斯山脉，南面则是山脉东端的阿切鲁西亚岬。该陨坑中心月面坐标为21°08′N 20°35′E / 21.13°N 20.59°E，直径6.01公里，深约1.02公里。
德塞利尼陨石坑外观呈圆碗状，环绕着一圈低矮但壁沿峻峭的坑壁，其最大高出周边地形220米，内部容积约8.68立方千米，坑内地表较为崎岖。环周边密布着众多细小的撞击坑。该陨坑形态特征隶属于ALC 型（以该类陨石坑的典型代表—卫星坑阿尔巴塔尼 C所命名）。
月食期间曾记录到的该陨坑表面温度发生异常，主要是其地质龄不长，表面尚未形成能产生隔热作用的表岩屑覆盖层所致，该现象是年轻陨石坑的一种典型特征。

## 参引资料
1. 1 2 3 4  Lunar Impact Crater Database
2. ↑   (PDF).   [2017-05-29]. （原始内容存档 (PDF)于2012-05-05）.
3. ↑  .   [2017-05-29]. （原始内容存档于2018-03-14）.

## 另请参阅
- Andersson, L. E.; Whitaker, E. A. . NASA RP-1097. 1982.
- Blue, Jennifer. . USGS. July 25, 2007  [2007-08-05]. （原始内容存档于2013-02-13）.
- Bussey, B.; Spudis, P. . New York: Cambridge University Press. 2004. ISBN 978-0-521-81528-4.
- Cocks, Elijah E.; Cocks, Josiah C. . Tudor Publishers. 1995. ISBN 978-0-936389-27-1.
- McDowell, Jonathan. . Jonathan's Space Report. July 15, 2007  [2007-10-24]. （原始内容存档于2018-12-25）.
- Menzel, D. H.; Minnaert, M.; Levin, B.; Dollfus, A.; Bell, B. . Space Science Reviews. 1971, 12 (2): 136–186. Bibcode:1971SSRv...12..136M. doi:10.1007/BF00171763.
- Moore, Patrick. . Sterling Publishing Co. 2001. ISBN 978-0-304-35469-6.
- Price, Fred W. . Cambridge University Press. 1988. ISBN 978-0-521-33500-3.
- Rükl, Antonín. . Kalmbach Books. 1990. ISBN 978-0-913135-17-4.
- Webb, Rev. T. W.  6th revised. Dover. 1962. ISBN 978-0-486-20917-3.
- Whitaker, Ewen A. . Cambridge University Press. 1999. ISBN 978-0-521-62248-6.
- Wlasuk, Peter T. . Springer. 2000. ISBN 978-1-85233-193-1.